# ムバララ県

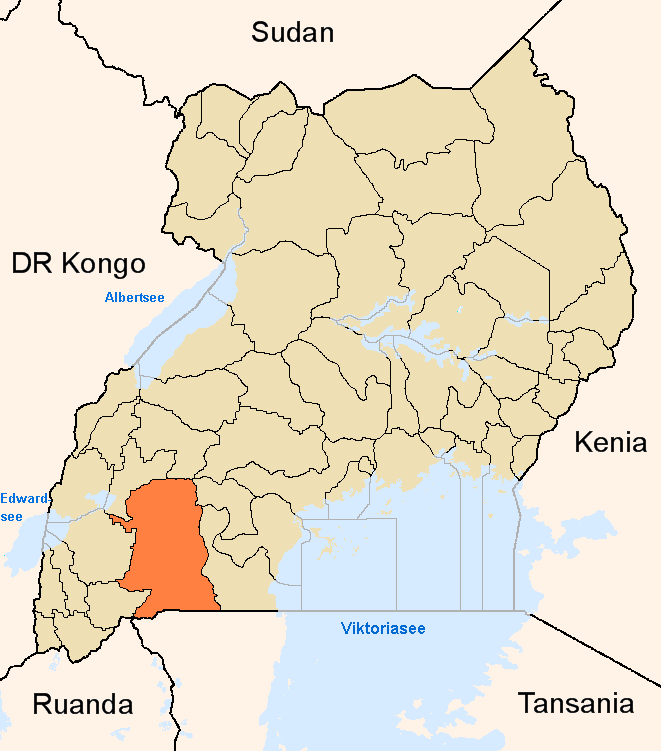
ムバララ県と2001年から2005年の県境、西部が2005年以降のムバララ県

ムバララ県 (ムバララけん、Mbarara District) はウガンダ南西部、アンコーレ王国中部の県。

## 概要
1974年に東アンコーレ県として設置され、1979年にムバララ県に改名された。1994年に南西部がブシェニ県の南部と共にントゥンガモ県に分割され、2005年7月に東北部がキルフラ県、北西部がイバンダ県、南部がイシンギロ県に分割された。面積は1846.4km²で、郡と同格のムバララと北にカシャリ郡、南西にルワンパラ郡が置かれ、ムバララ市の3区を含め17の副郡に83教区、742の村が置かれている。2002年の国勢調査人口のうち2005年以降のムバララ県分は 361,447 人。知事に相当する第5地域議会 (LC5) 議長はヤグマ・ルタショクワ・ウィルバーフォース。ムバララにはムバララ科学技術大学がある。南部は標高1,600mから1,800mの高地になっている。ムバララはマサカ経由でカンパラ・タンザニア方面、ントゥンガモ経由でカセセ、ルワンダ方面と結ばれている。

## 隣接する県
- イバンダ県
- キルフラ県
- イシンギロ県
- ルワンパラ県
- シェエマ県
- ブフウェジュ県

## 脚註
1. ↑  "Districts of Uganda". Statoids. 2008年6月30日閲覧。
2. ↑  Denis Ocwich, "Can Uganda’s economy support more districts? Archived 2015年5月29日, at the Wayback Machine.", New Vision, Aug 8, 2005.